# Agulha

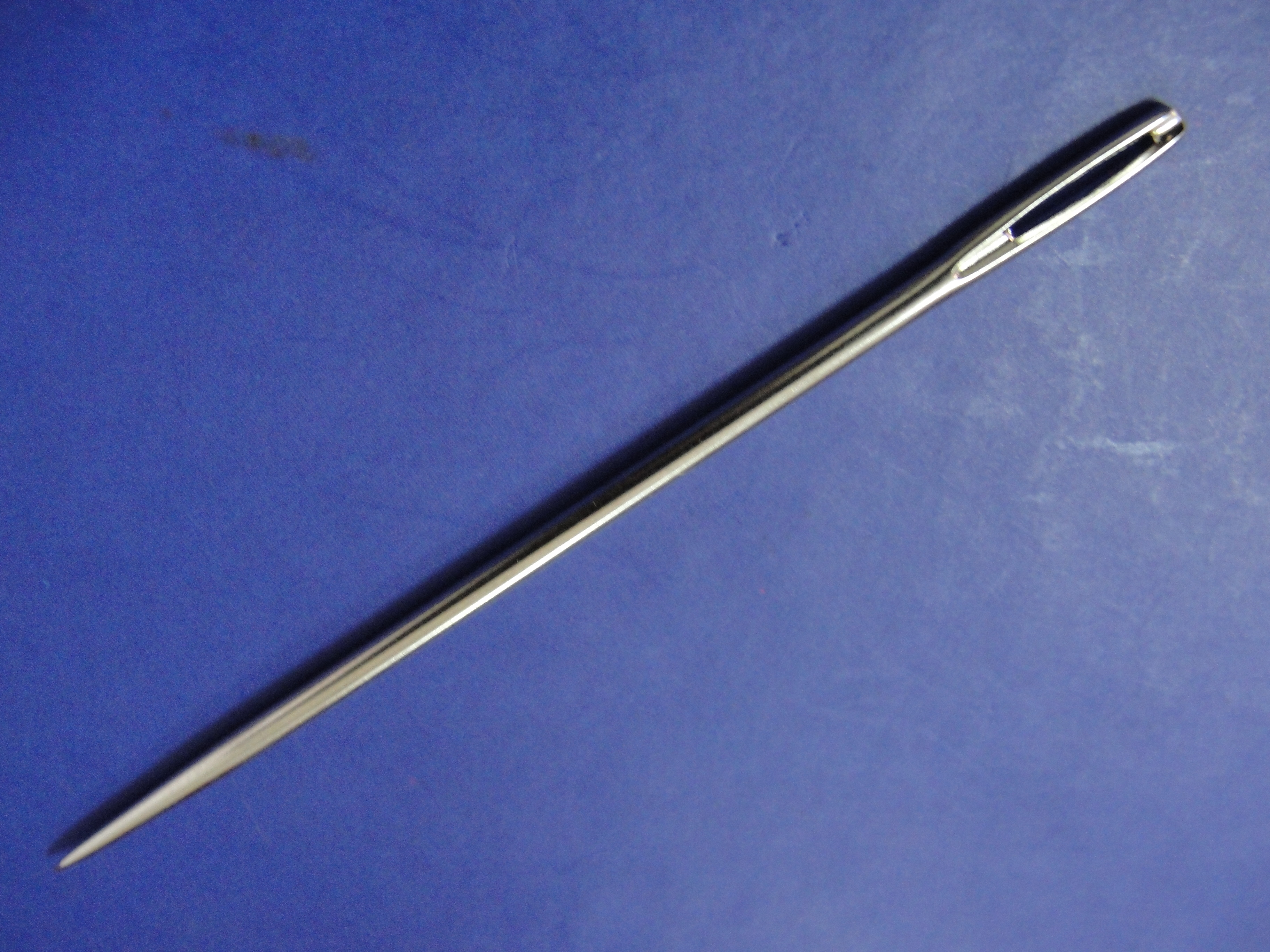
Uma agulha de costura

Uma agulha de costura, usada para costura à mão, é uma ferramenta longa e fina com uma ponta pontiaguda em uma extremidade e um orifício (ou olho) para segurar a linha de costura. As primeiras agulhas eram feitas de osso ou madeira; agulhas modernas são fabricadas com fio de alto aço carbono e são banhadas a níquel ou ouro 18K para resistência à corrosão. As agulhas de bordado de alta qualidade são revestidas com dois terços de platina e um terço de liga de titânio. Tradicionalmente, as agulhas eram guardadas em livros de agulhas ou estojos de agulhas que se tornaram objetos de adorno. As agulhas de costura também podem ser guardadas em um étui, uma pequena caixa que continha agulhas e outros itens como tesouras, lápis e pinças.

## Tamanho da agulha
O tamanho da agulha é indicado por um ou mais números na embalagem do fabricante. A convenção geral para o dimensionamento de agulhas, como a de calibres de fio, é que, dentro de qualquer classe de agulha, o comprimento e a espessura de uma agulha aumentam à medida que o número do tamanho diminui. Por exemplo, uma agulha tamanho 9 será mais grossa e mais longa que uma agulha tamanho 12. No entanto, os tamanhos das agulhas não são padronizados e, portanto, um tamanho 10 de uma classe pode ser (e em alguns casos realmente é) mais fino do que um tamanho 12 de outro tipo. Quando um pacote contém uma contagem de agulhas seguida por dois números de tamanho, como "20 Sharps 5/10", o segundo conjunto de números corresponde ao intervalo de tamanhos de agulha dentro do pacote, neste caso, normalmente dez agulhas afiadas de tamanho 5 e dez de tamanho 10 (para um total de vinte agulhas). Como outro exemplo, um pacote rotulado "16 Milliners 3/9" conteria dezesseis agulhas de chapelaria variando em tamanhos de 3 a 9.